# كاثي ميرفي
كاثي ميرفي (بالإنجليزية: Cathy Murphy)‏ هي ممثلة بريطانية، ولدت في 7 أغسطس 1967 في إسكس في المملكة المتحدة.

## وصلات خارجية
- كاثي ميرفي على موقع IMDb (الإنجليزية)
- كاثي ميرفي على موقع ألو سيني (الفرنسية)
- كاثي ميرفي على موقع أول موفي (الإنجليزية)
- كاثي ميرفي على موقع قاعدة بيانات الأفلام السويدية (السويدية)
- كاثي ميرفي على موقع قاعدة بيانات الفيلم (الإنجليزية)
- كاثي ميرفي على موقع كينوبويسك (الروسية)